# Llista de xemeneies de Catalunya
Llista de xemeneies de Catalunya
Informació actualitzada per un bot. Els canvis manuals es perdran quan s'actualitzi!
| imatge | Nom                                                                                     | instància de                                    | Municipi                     | Comarca           | Elevació s.n.m. en m | estat de conservació  | coordenades                                                             | Protecció                                                               | Commons (més fotos)                                                                   | Dades a WD                    |
| ------ | --------------------------------------------------------------------------------------- | ----------------------------------------------- | ---------------------------- | ----------------- | -------------------- | --------------------- | ----------------------------------------------------------------------- | ----------------------------------------------------------------------- | ------------------------------------------------------------------------------------- | ----------------------------- |
|        | xemeneia Vallduví                                                                       | xemeneia de fàbrica                             | Valls                        | Alt Camp          | 255                  |                       | 41° 17′ 15″ N, 1° 15′ 03″ E / 41.2876°N,1.25084°E                       | bé integrant del patrimoni cultural català                              | Xemeneia Vallduví                                                                     | Modifica les dades a Wikidata |
|        | xemeneia de la fàbrica de dinamita                                                      | xemeneia de fàbrica                             | Cabanes                      | Alt Empordà       |                      |                       | 42° 17′ 34″ N, 2° 57′ 40″ E / 42.2928°N,2.9612°E                        | bé integrant del patrimoni cultural català                              |                                                                                       | Modifica les dades a Wikidata |
|        | xemeneia Bòbila Carreras                                                                | xemeneia de fàbrica                             | Figueres                     | Alt Empordà       |                      |                       | 42° 15′ 48″ N, 2° 58′ 15″ E / 42.26342°N,2.97091°E                      | bé cultural d'interès local                                             |                                                                                       | Modifica les dades a Wikidata |
|        | xemeneia de Figueres                                                                    | xemeneia de fàbrica                             | Figueres                     | Alt Empordà       |                      |                       | 42° 15′ 41″ N, 2° 58′ 04″ E / 42.2615°N,2.96781°E                       | bé integrant del patrimoni cultural català                              | Xemeneia (Carrer Migdia de Figueres)                                                  | Modifica les dades a Wikidata |
|        | xemeneia la Bomba                                                                       | xemeneia de fàbrica                             | Torroella de Fluvià          | Alt Empordà       |                      |                       |                                                                         | bé integrant del patrimoni cultural català                              |                                                                                       | Modifica les dades a Wikidata |
|        | xemeneia de Cal Vallès                                                                  | xemeneia de fàbrica                             | Sant Martí Sarroca           | Alt Penedès       |                      |                       | 41° 22′ 48″ N, 1° 35′ 28″ E / 41.38007°N,1.59115°E                      | bé cultural d'interès local                                             | Xemeneia de Cal Vallès                                                                | Modifica les dades a Wikidata |
|        | xemeneia de la fassina de Ca n'Oliver                                                   | xemeneia de fàbrica                             | Sant Quintí de Mediona       | Alt Penedès       | 309                  |                       | 41° 27′ 29″ N, 1° 40′ 18″ E / 41.45811°N,1.671723°E                     | bé integrant del patrimoni cultural català                              | Xemeneia de la fassina de Ca n'Oliver                                                 | Modifica les dades a Wikidata |
|        | xemeneia de la Bòbila de Can Rossell                                                    | xemeneia de fàbrica                             | Subirats                     | Alt Penedès       |                      |                       | 41° 24′ 04″ N, 1° 48′ 37″ E / 41.40111°N,1.81033°E                      |                                                                         |                                                                                       | Modifica les dades a Wikidata |
|        | xemeneia de la Bòbila Jané                                                              | xemeneia de fàbrica                             | Vilafranca del Penedès       | Alt Penedès       |                      |                       | 41° 21′ 17″ N, 1° 42′ 28″ E / 41.35471°N,1.70784°E                      |                                                                         |                                                                                       | Modifica les dades a Wikidata |
|        | xemeneia de Cal Font                                                                    | xemeneia de fàbrica                             | Igualada                     | Anoia             |                      |                       | 41° 34′ 52″ N, 1° 37′ 05″ E / 41.581153°N,1.618107°E                    | bé cultural d'interès local                                             | Xemeneia de Cal Font                                                                  | Modifica les dades a Wikidata |
|        | xemeneia de la fàbrica de Cal Sistaré                                                   | xemeneia de fàbrica                             | Igualada                     | Anoia             |                      |                       | 41° 34′ 39″ N, 1° 36′ 36″ E / 41.577622°N,1.610122°E                    | bé cultural d'interès local                                             | Xemeneia de la fàbrica de Cal Sistaré                                                 | Modifica les dades a Wikidata |
|        | xemeneia de la Fàbrica Cura                                                             | xemeneia de fàbrica                             | Manresa                      | Bages             | 279                  |                       | 41° 43′ 44″ N, 1° 50′ 00″ E / 41.728978°N,1.833286°E                    | bé cultural d'interès local                                             | Xemeneia de la Fàbrica Cura                                                           | Modifica les dades a Wikidata |
|        | xemeneia de la fàbrica de licors de Manresa Alta                                        | xemeneia de fàbrica                             | Manresa                      | Bages             |                      |                       | 41° 43′ 52″ N, 1° 49′ 56″ E / 41.731223°N,1.832311°E                    | bé cultural d'interès local                                             | Xemeneia de la fàbrica de licors de Manresa Alta                                      | Modifica les dades a Wikidata |
|        | xemeneia de la fàbrica de la colònia Valls de Torroella                                 | xemeneia de fàbrica                             | Sant Mateu de Bages          | Bages             |                      |                       | 41° 50′ 48″ N, 1° 43′ 15″ E / 41.8467°N,1.72097°E                       |                                                                         |                                                                                       | Modifica les dades a Wikidata |
|        | xemeneia de la Bòbila d'en Rigual                                                       | xemeneia de fàbrica                             | Cambrils                     | Baix Camp         | 25                   |                       | 41° 04′ 37″ N, 1° 03′ 30″ E / 41.076953°N,1.058417°E                    | bé integrant del patrimoni cultural català                              | Xemeneia de la Bòbila d'en Rigual                                                     | Modifica les dades a Wikidata |
|        | xemeneia de la Bòbila del Vidiella                                                      | xemeneia de fàbrica                             | Cambrils                     | Baix Camp         | 25                   |                       | 41° 04′ 36″ N, 1° 03′ 21″ E / 41.076753°N,1.055777°E                    | bé integrant del patrimoni cultural català                              | Xemeneia de la bòvila del Vidiella                                                    | Modifica les dades a Wikidata |
|        | Fumera de la bòbila del Llevat                                                          | xemeneia de fàbrica                             | Reus                         | Baix Camp         |                      |                       | 41° 09′ 52″ N, 1° 06′ 10″ E / 41.164393°N,1.102714°E                    | bé integrant del patrimoni cultural català                              | Fumera de la bòbila del Llevat                                                        | Modifica les dades a Wikidata |
|        | Fumera de la Fàbrica Weger                                                              | xemeneia de fàbrica                             | Reus                         | Baix Camp         |                      |                       | 41° 09′ 34″ N, 1° 06′ 05″ E / 41.159499°N,1.101493°E                    | bé integrant del patrimoni cultural català                              | Fumera de la Fàbrica Weger                                                            | Modifica les dades a Wikidata |
|        | Fumera del Gas Reusense                                                                 | xemeneia de fàbrica                             | Reus                         | Baix Camp         |                      |                       | 41° 09′ 07″ N, 1° 06′ 51″ E / 41.15187°N,1.114062°E                     | bé integrant del patrimoni cultural català                              | Fumera del Gas Reusense                                                               | Modifica les dades a Wikidata |
|        | Fumera del Molí de la Vila                                                              | xemeneia de fàbrica                             | Reus                         | Baix Camp         |                      |                       | 41° 10′ 01″ N, 1° 05′ 25″ E / 41.166815°N,1.090155°E                    | bé integrant del patrimoni cultural català                              | Fumera del Molí de la Vila                                                            | Modifica les dades a Wikidata |
|        | Fumera Olis Sabater                                                                     | xemeneia de fàbrica                             | Reus                         | Baix Camp         |                      | enderrocat o destruït |                                                                         |                                                                         |                                                                                       | Modifica les dades a Wikidata |
|        | xemeneia de les ceràmiques Joan Canals/Bòbila Canals                                    | xemeneia de fàbrica                             | el Papiol                    | Baix Llobregat    | 141                  | bon estat             | 41° 26′ 20″ N, 2° 01′ 00″ E / 41.438899°N,2.016715°E                    |                                                                         | Xemeneia de la Bòbila Canals                                                          | Modifica les dades a Wikidata |
|        | xemeneia de vapor de la fàbrica de teixits                                              | xemeneia de fàbrica                             | el Papiol                    | Baix Llobregat    | 31                   | malmès                | 41° 25′ 31″ N, 2° 00′ 19″ E / 41.4253°N,2.00539°E                       |                                                                         |                                                                                       | Modifica les dades a Wikidata |
|        | xemeneia de la paperera                                                                 | xemeneia de fàbrica                             | el Prat de Llobregat         | Baix Llobregat    |                      |                       | 41° 19′ 46″ N, 2° 06′ 30″ E / 41.32950162318812°N,2.1081948280334477°E  |                                                                         |                                                                                       | Modifica les dades a Wikidata |
|        | xemeneia helicoïdal de la colònia sedó                                                  | xemeneia de fàbrica                             | Esparreguera                 | Baix Llobregat    |                      |                       | 41° 32′ 57″ N, 1° 52′ 23″ E / 41.549202°N,1.872966°E                    |                                                                         |                                                                                       | Modifica les dades a Wikidata |
|        | xemeneia sobre el Farré                                                                 | xemeneia de fàbrica                             | Esplugues de Llobregat       | Baix Llobregat    |                      |                       | 41° 22′ 12″ N, 2° 05′ 34″ E / 41.3699755°N,2.0927216°E                  | bé integrant del patrimoni cultural català                              | Xemeneia sobre el Farré                                                               | Modifica les dades a Wikidata |
|        | xemeneia de la pista d'atletisme de les Bòbiles                                         | xemeneia de fàbrica                             | Gavà                         | Baix Llobregat    |                      |                       | 41° 18′ 16″ N, 1° 59′ 44″ E / 41.304323°N,1.995657°E                    | bé cultural d'interès local                                             | Xemeneia de les Bòbiles                                                               | Modifica les dades a Wikidata |
|        | xemeneia de la fàbrica Ferrer i Mora                                                    | xemeneia de fàbrica                             | Molins de Rei                | Baix Llobregat    |                      |                       | 41° 24′ 49″ N, 2° 00′ 54″ E / 41.41354958155367°N,2.0149666070938115°E  | bé cultural d'interès local                                             |                                                                                       | Modifica les dades a Wikidata |
|        | xemeneia de Cal Montané                                                                 | xemeneia de fàbrica                             | Olesa de Montserrat          | Baix Llobregat    |                      |                       | 41° 32′ 32″ N, 1° 53′ 56″ E / 41.542169°N,1.898816°E                    | bé cultural d'interès local                                             |                                                                                       | Modifica les dades a Wikidata |
|        | xemeneia de Cal Sánchez                                                                 | xemeneia de fàbrica                             | Olesa de Montserrat          | Baix Llobregat    |                      |                       | 41° 32′ 32″ N, 1° 53′ 56″ E / 41.542171°N,1.898813°E                    | bé cultural d'interès local                                             |                                                                                       | Modifica les dades a Wikidata |
|        | xemeneia de la Fàbrica Vella del Molí                                                   | xemeneia de fàbrica                             | Olesa de Montserrat          | Baix Llobregat    |                      |                       | 41° 32′ 10″ N, 1° 53′ 28″ E / 41.536134°N,1.891167°E                    | bé cultural d'interès local                                             |                                                                                       | Modifica les dades a Wikidata |
|        | xemeneia del Vapor Cremat                                                               | xemeneia de fàbrica                             | Olesa de Montserrat          | Baix Llobregat    |                      |                       | 41° 32′ 32″ N, 1° 53′ 03″ E / 41.542195°N,1.884296°E                    | bé cultural d'interès local                                             |                                                                                       | Modifica les dades a Wikidata |
|        | xemeneia de la Bòbila Roca                                                              | xemeneia de fàbrica                             | Pallejà                      | Baix Llobregat    |                      |                       | 41° 24′ 36″ N, 2° 00′ 05″ E / 41.4100494°N,2.0015181°E                  |                                                                         |                                                                                       | Modifica les dades a Wikidata |
|        | xemeneia de la fàbrica tèxtil Matas                                                     | xemeneia de fàbrica                             | Pallejà                      | Baix Llobregat    |                      |                       | 41° 24′ 58″ N, 2° 00′ 03″ E / 41.4160881°N,2.0009174°E                  |                                                                         |                                                                                       | Modifica les dades a Wikidata |
|        | xemeneia de Can Samaranch                                                               | xemeneia de fàbrica                             | Sant Feliu de Llobregat      | Baix Llobregat    |                      |                       | 41° 22′ 55″ N, 2° 02′ 27″ E / 41.382013128473254°N,2.04071581363678°E   |                                                                         |                                                                                       | Modifica les dades a Wikidata |
|        | xemeneia de la Colònia Güell                                                            | xemeneia de fàbrica                             | Santa Coloma de Cervelló     | Baix Llobregat    |                      |                       | 41° 21′ 43″ N, 2° 01′ 51″ E / 41.361896979129526°N,2.030705809593201°E  |                                                                         |                                                                                       | Modifica les dades a Wikidata |
|        | xemeneia de la Fàbrica de Cartró                                                        | xemeneia de fàbrica                             | Santa Coloma de Cervelló     | Baix Llobregat    |                      |                       | 41° 22′ 05″ N, 2° 01′ 38″ E / 41.3681°N,2.02736°E                       |                                                                         |                                                                                       | Modifica les dades a Wikidata |
|        | xemeneia de Can Marsell                                                                 | xemeneia de fàbrica                             | Vallirana                    | Baix Llobregat    |                      |                       | 41° 23′ 00″ N, 1° 55′ 51″ E / 41.38343°N,1.93083°E                      |                                                                         |                                                                                       | Modifica les dades a Wikidata |
|        | Central tèrmica de Sant Adrià de Besòs                                                  | central tèrmica xemeneia de fàbrica             | Badalona Sant Adrià de Besòs | Barcelonès        |                      |                       | 41° 25′ 36″ N, 2° 14′ 05″ E / 41.42669444444444°N,2.234722222222222°E   | bé cultural d'interès local                                             | Central tèrmica de Sant Adrià de Besòs                                                | Modifica les dades a Wikidata |
|        | xemeneia de la fàbrica d'Anís del Mono                                                  | xemeneia de fàbrica                             | Badalona                     | Barcelonès        |                      |                       | 41° 26′ 32″ N, 2° 14′ 47″ E / 41.44227197338921°N,2.246312499046326°E   |                                                                         |                                                                                       | Modifica les dades a Wikidata |
|        | xemeneia de la fàbrica Le Boeuf                                                         | xemeneia de fàbrica                             | Badalona                     | Barcelonès        |                      |                       | 41° 26′ 25″ N, 2° 14′ 32″ E / 41.44030151092327°N,2.242321372032166°E   |                                                                         |                                                                                       | Modifica les dades a Wikidata |
|        | xemeneia de la Llauna                                                                   | xemeneia de fàbrica                             | Badalona                     | Barcelonès        |                      |                       | 41° 26′ 34″ N, 2° 14′ 42″ E / 41.442670079969055°N,2.2451055049896245°E |                                                                         |                                                                                       | Modifica les dades a Wikidata |
|        | Casa-fàbrica Salvador Viñas i Pujol                                                     | edifici residencial fàbrica xemeneia de fàbrica | Barcelona                    | Barcelonès        |                      | enderrocat o destruït | 41° 23′ 04″ N, 2° 09′ 57″ E / 41.38435°N,2.16586°E                      |                                                                         |                                                                                       | Modifica les dades a Wikidata |
|        | Fàbrica de Material Quirúrgic Valls, Teixidor i Jordana (posteriorment Clausolles S.A.) | edifici industrial xemeneia de fàbrica          | Barcelona                    | Barcelonès        |                      |                       | 41° 25′ 01″ N, 2° 12′ 29″ E / 41.4168540548779°N,2.20797000062687°E     | bé amb elements d'interès bé amb protecció urbanística                  |                                                                                       | Modifica les dades a Wikidata |
|        | Fàbrica Massó i Cia                                                                     | edifici industrial casa xemeneia de fàbrica     | Barcelona                    | Barcelonès        |                      |                       | 41° 23′ 56″ N, 2° 11′ 55″ E / 41.39875°N,2.19851°E                      | bé amb protecció urbanística                                            | Vapor Llull                                                                           | Modifica les dades a Wikidata |
|        | fàbrica tèxtil Amadeu Carné (després Tàpias & Pujol)                                    | edifici industrial xemeneia de fàbrica          | Barcelona                    | Barcelonès        |                      |                       | 41° 22′ 38″ N, 2° 07′ 06″ E / 41.3771585621997°N,2.118215668966°E       | bé amb protecció urbanística                                            | Naus, xemeneia i mur de l'antiga fàbrica tèxtil Amadeu Carné (després Tàpias & Pujol) | Modifica les dades a Wikidata |
|        | les Tres Xemeneies                                                                      | xemeneia de fàbrica                             | Barcelona                    | Barcelonès        |                      |                       | 41° 22′ 27″ N, 2° 10′ 15″ E / 41.3742°N,2.17077°E                       | bé cultural d'interès local                                             | Xemeneies de la Fecsa                                                                 | Modifica les dades a Wikidata |
|        | xemeneia a la plaça Margarida Comas                                                     | xemeneia de fàbrica edifici industrial          | Barcelona                    | Barcelonès        |                      |                       | 41° 23′ 33″ N, 2° 11′ 29″ E / 41.39242935180664°N,2.1913599967956543°E  |                                                                         | Xemeneia a la plaça Margarida Comas                                                   | Modifica les dades a Wikidata |
|        | xemeneia al carrer Fernando Poo                                                         | xemeneia de fàbrica                             | Barcelona                    | Barcelonès        |                      |                       | 41° 23′ 57″ N, 2° 12′ 21″ E / 41.3991789869063°N,2.20587840896527°E     | bé amb elements d'interès bé amb protecció urbanística                  | Xemeneia del carrer Fernando Poo                                                      | Modifica les dades a Wikidata |
|        | xemeneia de Can Folch                                                                   | xemeneia de fàbrica                             | Barcelona                    | Barcelonès        |                      |                       | 41° 23′ 16″ N, 2° 11′ 41″ E / 41.38779830932617°N,2.1948459148406982°E  | bé amb protecció urbanística                                            | Xemeneia de Can Folch                                                                 | Modifica les dades a Wikidata |
|        | xemeneia de Can Framis                                                                  | xemeneia de fàbrica                             | Barcelona                    | Barcelonès        |                      |                       | 41° 24′ 12″ N, 2° 11′ 41″ E / 41.4033956207855°N,2.19469428856747°E     | bé amb protecció urbanística                                            | Xemeneia de Can Framis                                                                | Modifica les dades a Wikidata |
|        | xemeneia de Can Galta Cremat                                                            | xemeneia de fàbrica                             | Barcelona                    | Barcelonès        |                      |                       | 41° 26′ 26″ N, 2° 11′ 14″ E / 41.440463°N,2.187199°E                    | bé cultural d'interès local                                             | Xemeneia de Can Galta Cremat                                                          | Modifica les dades a Wikidata |
|        | xemeneia de Can Saladrigas                                                              | xemeneia de fàbrica                             | Barcelona                    | Barcelonès        |                      |                       | 41° 24′ 05″ N, 2° 12′ 17″ E / 41.4014645516583°N,2.204836565346°E       | bé amb elements d'interès bé amb protecció urbanística                  | Xemeneia de Can Saladrigas                                                            | Modifica les dades a Wikidata |
|        | xemeneia de l'antiga Fábrica La Porcelana                                               | xemeneia de fàbrica                             | Barcelona                    | Barcelonès        |                      |                       | 41° 22′ 23″ N, 2° 08′ 38″ E / 41.372946°N,2.143882°E                    | bé cultural d'interès local                                             | Xemeneia de La Porcelana                                                              | Modifica les dades a Wikidata |
|        | xemeneia de l'edifici industrial Yorka                                                  | xemeneia de fàbrica                             | Barcelona                    | Barcelonès        |                      |                       | 41° 24′ 42″ N, 2° 12′ 28″ E / 41.4116908964882°N,2.2078818082809453°E   |                                                                         |                                                                                       | Modifica les dades a Wikidata |
|        | xemeneia de l'escola Pere IV                                                            | xemeneia de fàbrica                             | Barcelona                    | Barcelonès        |                      |                       | 41° 24′ 17″ N, 2° 12′ 01″ E / 41.40458556253675°N,2.2003340721130376°E  | bé amb elements d'interès bé amb protecció urbanística                  | Xemeneia de l'escola Pere IV                                                          | Modifica les dades a Wikidata |
|        | xemeneia de la foneria Federico Lerme                                                   | xemeneia de fàbrica edifici industrial          | Barcelona                    | Barcelonès        |                      |                       | 41° 23′ 52″ N, 2° 12′ 06″ E / 41.39776992797851°N,2.201735019683838°E   | bé amb elements d'interès bé amb protecció urbanística                  | Xemeneia de la foneria Federico Lerme                                                 | Modifica les dades a Wikidata |
|        | xemeneia de la Foneria Giralt                                                           | xemeneia de fàbrica edifici industrial          | Barcelona                    | Barcelonès        |                      |                       | 41° 24′ 00″ N, 2° 11′ 47″ E / 41.400028228759766°N,2.1963870525360107°E | bé amb protecció urbanística                                            | Xemeneia de la Foneria Giralt                                                         | Modifica les dades a Wikidata |
|        | xemeneia de la Fàbrica Buigas i Samsó                                                   | xemeneia de fàbrica                             | Barcelona                    | Barcelonès        |                      |                       | 41° 24′ 28″ N, 2° 12′ 01″ E / 41.4077486398889°N,2.20031922531758°E     | bé amb elements d'interès bé amb protecció urbanística                  | Xemeneia de la Fàbrica Buigas i Samsó                                                 | Modifica les dades a Wikidata |
|        | xemeneia de la fàbrica Costa Font                                                       | xemeneia de fàbrica                             | Barcelona                    | Barcelonès        |                      |                       | 41° 25′ 01″ N, 2° 10′ 58″ E / 41.41708174123173°N,2.1828836202621464°E  |                                                                         |                                                                                       | Modifica les dades a Wikidata |
|        | xemeneia de la fàbrica Lehmann                                                          | xemeneia de fàbrica                             | Barcelona                    | Barcelonès        |                      |                       | 41° 22′ 59″ N, 2° 09′ 14″ E / 41.38294692706575°N,2.1540230512619023°E  |                                                                         |                                                                                       | Modifica les dades a Wikidata |
|        | xemeneia de la fàbrica Puigmartí                                                        | xemeneia de fàbrica                             | Barcelona                    | Barcelonès        |                      |                       | 41° 24′ 07″ N, 2° 09′ 39″ E / 41.4018669128418°N,2.1609039306640625°E   | bé amb protecció urbanística                                            | Xemeneia de la fàbrica Puigmartí                                                      | Modifica les dades a Wikidata |
|        | xemeneia de la Fàbrica Santaló                                                          | xemeneia de fàbrica                             | Barcelona                    | Barcelonès        |                      |                       | 41° 22′ 35″ N, 2° 10′ 14″ E / 41.37651944444445°N,2.170538888888889°E   | bé amb protecció urbanística                                            | Xemeneia de la fàbrica Santaló                                                        | Modifica les dades a Wikidata |
|        | xemeneia de la Lactària                                                                 | xemeneia de fàbrica                             | Barcelona                    | Barcelonès        |                      |                       | 41° 24′ 21″ N, 2° 12′ 24″ E / 41.405921392442075°N,2.2065728902816777°E | bé d'interès documental bé amb protecció urbanística                    | Xemeneia de la Lactària                                                               | Modifica les dades a Wikidata |
|        | xemeneia de la Miniwatt                                                                 | edifici industrial xemeneia de fàbrica          | Barcelona                    | Barcelonès        |                      |                       | 41° 21′ 07″ N, 2° 08′ 37″ E / 41.3520622253418°N,2.143685102462769°E    | bé amb protecció urbanística                                            |                                                                                       | Modifica les dades a Wikidata |
|        | xemeneia de la plaça de la Palmera                                                      | xemeneia de fàbrica                             | Barcelona                    | Barcelonès        |                      |                       | 41° 25′ 11″ N, 2° 12′ 16″ E / 41.419639587402344°N,2.2043399810791016°E |                                                                         | Xemeneia de la plaça de la Palmera                                                    | Modifica les dades a Wikidata |
|        | xemeneia de la plaça Olivereta                                                          | xemeneia de fàbrica                             | Barcelona                    | Barcelonès        |                      |                       | 41° 22′ 21″ N, 2° 07′ 45″ E / 41.37262°N,2.12918°E                      | bé cultural d'interès local                                             | Fàbrica Arañó                                                                         | Modifica les dades a Wikidata |
|        | xemeneia de les Ceràmiques Vicens                                                       | xemeneia de fàbrica                             | Barcelona                    | Barcelonès        |                      |                       | 41° 22′ 44″ N, 2° 07′ 26″ E / 41.3788176936433°N,2.12395070562488°E     | bé amb protecció urbanística                                            | Xemeneia de les Ceràmiques Vicens                                                     | Modifica les dades a Wikidata |
|        | xemeneia de Tallada i Lora                                                              | xemeneia de fàbrica edifici industrial          | Barcelona                    | Barcelonès        |                      |                       | 41° 24′ 45″ N, 2° 12′ 11″ E / 41.412471771240234°N,2.2029459476470947°E | bé amb elements d'interès bé amb protecció urbanística                  | Xemeneia de Tallada i Lora                                                            | Modifica les dades a Wikidata |
|        | xemeneia del carrer Pallars, 160                                                        | xemeneia de fàbrica                             | Barcelona                    | Barcelonès        |                      |                       | 41° 23′ 57″ N, 2° 11′ 46″ E / 41.3990641923419°N,2.19598960833997°E     | bé amb protecció urbanística                                            | Pallars 160 bis                                                                       | Modifica les dades a Wikidata |
|        | xemeneia del carrer Treball                                                             | xemeneia de fàbrica edifici industrial          | Barcelona                    | Barcelonès        |                      |                       | 41° 24′ 44″ N, 2° 12′ 27″ E / 41.41228103637695°N,2.2074649333953857°E  | bé amb elements d'interès bé amb protecció urbanística                  | Xemeneia del carrer Treball                                                           | Modifica les dades a Wikidata |
|        | xemeneia del Dipòsit de les Aigües                                                      | xemeneia de fàbrica                             | Barcelona                    | Barcelonès        |                      |                       | 41° 23′ 26″ N, 2° 11′ 18″ E / 41.39060195993362°N,2.188414335250855°E   |                                                                         |                                                                                       | Modifica les dades a Wikidata |
|        | xemeneia del Vapor de la Llana                                                          | xemeneia de fàbrica                             | Barcelona                    | Barcelonès        |                      |                       | 41° 24′ 23″ N, 2° 11′ 42″ E / 41.40631°N,2.19494°E                      | bé amb protecció urbanística                                            | Xemeneia del Vapor de la Llana                                                        | Modifica les dades a Wikidata |
|        | xemeneia i dues naus                                                                    | xemeneia de fàbrica                             | Barcelona                    | Barcelonès        |                      |                       | 41° 24′ 33″ N, 2° 12′ 02″ E / 41.4091722277639°N,2.20050451906592°E     | bé amb elements d'interès bé amb protecció urbanística                  | Espronceda, 156-164                                                                   | Modifica les dades a Wikidata |
|        | xemeneia Macosa                                                                         | xemeneia de fàbrica                             | Barcelona                    | Barcelonès        |                      |                       | 41° 24′ 24″ N, 2° 12′ 36″ E / 41.406775°N,2.210049°E                    | bé cultural d'interès local                                             | Xemeneia Macosa                                                                       | Modifica les dades a Wikidata |
|        | Xemeneia Tardà                                                                          | xemeneia de fàbrica                             | Barcelona                    | Barcelonès        |                      |                       | 41° 22′ 40″ N, 2° 09′ 47″ E / 41.37784°N,2.16314°E                      | bé amb protecció urbanística                                            | Xemeneia Tardà                                                                        | Modifica les dades a Wikidata |
|        | Xemeneia bòbila Oliveros                                                                | xemeneia de fàbrica                             | l'Hospitalet de Llobregat    | Barcelonès        |                      |                       | 41° 22′ 04″ N, 2° 06′ 19″ E / 41.36791°N,2.10521°E                      |                                                                         |                                                                                       | Modifica les dades a Wikidata |
|        | xemeneia de can Batllori                                                                | xemeneia de fàbrica                             | l'Hospitalet de Llobregat    | Barcelonès        |                      |                       | 41° 21′ 49″ N, 2° 06′ 42″ E / 41.36370849609375°N,2.1116631031036377°E  |                                                                         |                                                                                       | Modifica les dades a Wikidata |
|        | xemeneia de Can Llopis                                                                  | xemeneia de fàbrica                             | l'Hospitalet de Llobregat    | Barcelonès        |                      |                       | 41° 21′ 50″ N, 2° 06′ 44″ E / 41.36399841308594°N,2.112226963043213°E   |                                                                         | Xemeneia de Can Llopis                                                                | Modifica les dades a Wikidata |
|        | xemeneia de Can Vilumara                                                                | xemeneia de fàbrica                             | l'Hospitalet de Llobregat    | Barcelonès        |                      |                       | 41° 21′ 46″ N, 2° 06′ 13″ E / 41.36264419555664°N,2.103477954864502°E   |                                                                         | Can Vilumara                                                                          | Modifica les dades a Wikidata |
|        | xemeneia de la bòbila Goyta                                                             | xemeneia de fàbrica                             | l'Hospitalet de Llobregat    | Barcelonès        |                      |                       | 41° 21′ 58″ N, 2° 06′ 17″ E / 41.36614°N,2.10482°E                      |                                                                         |                                                                                       | Modifica les dades a Wikidata |
|        | xemeneies Goyta Oliveros                                                                | xemeneia de fàbrica                             | l'Hospitalet de Llobregat    | Barcelonès        |                      |                       | 41° 22′ 04″ N, 2° 06′ 19″ E / 41.3678°N,2.10524°E                       | bé cultural d'interès local                                             | Xemeneies Goyta Oliveros                                                              | Modifica les dades a Wikidata |
|        | Xemeneia camí de la Verneda                                                             | xemeneia de fàbrica                             | Sant Adrià de Besòs          | Barcelonès        |                      |                       | 41° 25′ 32″ N, 2° 12′ 24″ E / 41.42569°N,2.20675°E                      |                                                                         |                                                                                       | Modifica les dades a Wikidata |
|        | xemeneia de l'antiga fàbrica CELO                                                       | xemeneia de fàbrica                             | Sant Adrià de Besòs          | Barcelonès        |                      |                       | 41° 25′ 41″ N, 2° 13′ 39″ E / 41.427997°N,2.22747°E                     | bé cultural d'interès local                                             | Chimney of C.E.L.O. factory                                                           | Modifica les dades a Wikidata |
|        | xemeneia del Carrer de la Mare de Déu de Covadonga                                      | xemeneia de fàbrica                             | Sant Adrià de Besòs          | Barcelonès        |                      |                       | 41° 25′ 59″ N, 2° 12′ 33″ E / 41.43309°N,2.20921°E                      |                                                                         |                                                                                       | Modifica les dades a Wikidata |
|        | xemeneia del carrer Guipúscoa                                                           | xemeneia de fàbrica                             | Sant Adrià de Besòs          | Barcelonès        |                      |                       | 41° 25′ 36″ N, 2° 12′ 40″ E / 41.42665°N,2.2111°E                       |                                                                         |                                                                                       | Modifica les dades a Wikidata |
|        | Xemeneies de Schott Solar                                                               | xemeneia de fàbrica element arquitectònic       | Sant Adrià de Besòs          | Barcelonès        |                      |                       | 41° 25′ 41″ N, 2° 13′ 36″ E / 41.428°N,2.22653°E                        |                                                                         | Xemeneies de Schott Solar                                                             | Modifica les dades a Wikidata |
|        | ensumania industrial a la partida Horta de Dalt                                         | xemeneia de fàbrica                             | l'Espluga de Francolí        | Conca de Barberà  |                      |                       | 41° 24′ 00″ N, 1° 06′ 09″ E / 41.400079°N,1.102501°E                    | bé cultural d'interès local                                             |                                                                                       | Modifica les dades a Wikidata |
|        | ensumania industrial a la partida Sinoda                                                | xemeneia de fàbrica                             | l'Espluga de Francolí        | Conca de Barberà  |                      |                       | 41° 23′ 36″ N, 1° 07′ 48″ E / 41.393202°N,1.129961°E                    | bé cultural d'interès local                                             |                                                                                       | Modifica les dades a Wikidata |
|        | ensumania industrial al carrer Canós, 24                                                | xemeneia de fàbrica                             | l'Espluga de Francolí        | Conca de Barberà  |                      |                       | 41° 23′ 50″ N, 1° 06′ 24″ E / 41.397093°N,1.106602°E                    | bé cultural d'interès local                                             |                                                                                       | Modifica les dades a Wikidata |
|        | ensumania industrial al carrer Canós, 26                                                | xemeneia de fàbrica                             | l'Espluga de Francolí        | Conca de Barberà  |                      |                       | 41° 23′ 49″ N, 1° 06′ 23″ E / 41.397083°N,1.106374°E                    | bé cultural d'interès local                                             |                                                                                       | Modifica les dades a Wikidata |
|        | ensumania industrial al carrer Canós, 9                                                 | xemeneia de fàbrica                             | l'Espluga de Francolí        | Conca de Barberà  |                      |                       | 41° 23′ 48″ N, 1° 06′ 25″ E / 41.39661°N,1.106886°E                     | bé cultural d'interès local                                             |                                                                                       | Modifica les dades a Wikidata |
|        | molí de vapor de la Cadena                                                              | xemeneia de fàbrica                             | Vallfogona de Riucorb        | Conca de Barberà  | 567                  |                       | 41° 33′ 38″ N, 1° 13′ 08″ E / 41.560626°N,1.21901°E                     | bé integrant del patrimoni cultural català                              | Molí de vapor de la Cadena                                                            | Modifica les dades a Wikidata |
|        | xemeneia de l'antiga Fàbrica de la Llet                                                 | xemeneia de fàbrica                             | Mieres                       | Garrotxa          |                      |                       | 42° 07′ 28″ N, 2° 38′ 24″ E / 42.124544°N,2.640112°E                    | bé cultural d'interès local                                             |                                                                                       | Modifica les dades a Wikidata |
|        | xemeneia de la fàbrica Torras Domènech                                                  | xemeneia de fàbrica                             | Flaçà                        | Gironès           | 34                   |                       | 42° 02′ 57″ N, 2° 57′ 19″ E / 42.049188888889°N,2.9554138888889°E       | bé integrant del patrimoni cultural català                              | Xemeneia de la fàbrica Torras Domènech                                                | Modifica les dades a Wikidata |
|        | xemeneia d'Arenys de Mar                                                                | xemeneia de fàbrica                             | Arenys de Mar                | Maresme           |                      |                       | 41° 34′ 32″ N, 2° 32′ 33″ E / 41.575447°N,2.542385°E                    | bé integrant del patrimoni cultural català                              | Xemeneia (Arenys de Mar)                                                              | Modifica les dades a Wikidata |
|        | Xemeneia Destil·leries Sorel                                                            | xemeneia de fàbrica                             | Arenys de Munt               | Maresme           |                      |                       | 41° 36′ 37″ N, 2° 32′ 31″ E / 41.61036°N,2.54192°E                      |                                                                         |                                                                                       | Modifica les dades a Wikidata |
|        | Xemeneies de la fàbrica del vidre                                                       | xemeneia de fàbrica                             | el Masnou                    | Maresme           |                      |                       | 41° 28′ 59″ N, 2° 19′ 38″ E / 41.483083276766976°N,2.327089905738831°E  |                                                                         |                                                                                       | Modifica les dades a Wikidata |
|        | xemeneia de Ca l'Arenas                                                                 | xemeneia de fàbrica                             | Mataró                       | Maresme           | 9                    |                       | 41° 32′ 09″ N, 2° 26′ 37″ E / 41.53578°N,2.443637°E                     | bé cultural d'interès local                                             | Xemeneia de Ca l'Arenes (Mataró)                                                      | Modifica les dades a Wikidata |
|        | xemeneia de Ca l'Ymbern                                                                 | xemeneia de fàbrica                             | Mataró                       | Maresme           |                      |                       | 41° 32′ 16″ N, 2° 26′ 17″ E / 41.537683°N,2.438067°E                    | bé cultural d'interès local                                             | Xemeneia de la fàbrica Ymbert (Mataró)                                                | Modifica les dades a Wikidata |
|        | xemeneia de Can Marfà                                                                   | xemeneia de fàbrica                             | Mataró                       | Maresme           |                      |                       | 41° 32′ 21″ N, 2° 27′ 05″ E / 41.5392°N,2.451255°E                      | bé cultural d'interès local                                             | Xemeneia de Can Marfà (Mataró)                                                        | Modifica les dades a Wikidata |
|        | xemeneia de la Cooperativa Obrera Mataronina                                            | xemeneia de fàbrica                             | Mataró                       | Maresme           | 29                   |                       | 41° 32′ 03″ N, 2° 26′ 33″ E / 41.534201°N,2.442388°E                    | bé cultural d'interès local                                             | Xemeneia de la Cooperativa Obrera Mataronina                                          | Modifica les dades a Wikidata |
|        | Xemeneia Fàbregas i de Caralt                                                           | xemeneia de fàbrica                             | Mataró                       | Maresme           |                      |                       | 41° 32′ 15″ N, 2° 26′ 14″ E / 41.537405°N,2.437247°E                    |                                                                         |                                                                                       | Modifica les dades a Wikidata |
|        | Xemeneia Fàbrica Clement Marot                                                          | xemeneia de fàbrica                             | Mataró                       | Maresme           |                      |                       | 41° 32′ 39″ N, 2° 27′ 08″ E / 41.544104°N,2.452167°E                    | bé cultural d'interès local                                             | Xemeneia Fàbrica Clement Marot (Mataró)                                               | Modifica les dades a Wikidata |
|        | Xemeneia Fàbrica Colomer                                                                | xemeneia de fàbrica                             | Mataró                       | Maresme           |                      |                       | 41° 32′ 28″ N, 2° 27′ 02″ E / 41.541016°N,2.450606°E                    | bé cultural d'interès local                                             | Xemeneia Fàbrica Colomer (Mataró)                                                     | Modifica les dades a Wikidata |
|        | Xemeneia Fàbrica Minguell                                                               | xemeneia de fàbrica                             | Mataró                       | Maresme           |                      |                       | 41° 32′ 30″ N, 2° 26′ 57″ E / 41.541726°N,2.449301°E                    | bé cultural d'interès local                                             | Xemeneia Fàbrica Minguell (Mataró)                                                    | Modifica les dades a Wikidata |
|        | xemeneia Gordils i Dalmau                                                               | xemeneia de fàbrica                             | Mataró                       | Maresme           | 23                   |                       | 41° 32′ 05″ N, 2° 26′ 47″ E / 41.534596°N,2.446466°E                    | bé cultural d'interès local                                             | Xemeneia Gordils i Dalmau (Mataró)                                                    | Modifica les dades a Wikidata |
|        | xemeneia de l'antiga fàbrica ERT                                                        | xemeneia de fàbrica                             | Montgat                      | Maresme           |                      |                       | 41° 27′ 47″ N, 2° 16′ 24″ E / 41.46295°N,2.27332°E                      | bé cultural d'interès local                                             | Xemeneia de l'antiga fàbrica ERT (Montgat)                                            | Modifica les dades a Wikidata |
|        | xemeneia de la Manigua                                                                  | xemeneia de fàbrica                             | Vilassar de Dalt             | Maresme           |                      |                       | 41° 31′ 13″ N, 2° 21′ 33″ E / 41.52019°N,2.35903°E                      |                                                                         |                                                                                       | Modifica les dades a Wikidata |
|        | xemeneia de bòbila d'en Baucells                                                        | xemeneia de fàbrica                             | Balenyà                      | Osona             |                      | malmès                | 41° 50′ 20″ N, 2° 14′ 01″ E / 41.8388°N,2.23363°E                       |                                                                         | Xemeneia de bòbila d'en Baucells                                                      | Modifica les dades a Wikidata |
|        | xemeneia de Dames                                                                       | xemeneia de fàbrica                             | Malla                        | Osona             |                      |                       | 41° 53′ 23″ N, 2° 13′ 11″ E / 41.88975°N,2.21982°E                      |                                                                         |                                                                                       | Modifica les dades a Wikidata |
|        | xemeneia i turbines de Ca l'Estapé                                                      | xemeneia de fàbrica                             | Manlleu                      | Osona             | 471                  |                       | 41° 59′ 55″ N, 2° 17′ 18″ E / 41.99863°N,2.28835°E                      | bé integrant del patrimoni cultural català                              | Xemeneia i turbines de Ca l'Estapé                                                    | Modifica les dades a Wikidata |
|        | xemeneia de Can Guixà                                                                   | xemeneia de fàbrica                             | Sant Quirze de Besora        | Osona             | 466                  | enderrocat o destruït | 42° 05′ 57″ N, 2° 13′ 34″ E / 42.099258°N,2.226151°E                    | bé integrant del patrimoni cultural català                              |                                                                                       | Modifica les dades a Wikidata |
|        | xemeneia de la Fàbrica Codina                                                           | xemeneia de fàbrica                             | Tona                         | Osona             | 598                  |                       | 41° 50′ 58″ N, 2° 13′ 39″ E / 41.849317°N,2.227522°E                    | bé cultural d'interès local                                             | Xemeneia de la Fàbrica Codina                                                         | Modifica les dades a Wikidata |
|        | Xemeneia Fàbrica Matabosch                                                              | xemeneia de fàbrica                             | Torelló                      | Osona             | 523                  |                       | 42° 02′ 59″ N, 2° 14′ 49″ E / 42.049644°N,2.246916°E                    | bé cultural d'interès local                                             | Xemeneia Fàbrica Matabosch                                                            | Modifica les dades a Wikidata |
|        | Xemenia de la Teuleria de Seniars                                                       | xemeneia de fàbrica                             | Torelló                      | Osona             |                      |                       | 42° 01′ 51″ N, 2° 16′ 34″ E / 42.03078°N,2.27617°E                      | bé cultural d'interès local                                             |                                                                                       | Modifica les dades a Wikidata |
|        | Xemeneia Jan Bru                                                                        | xemeneia de fàbrica                             | Miralcamp                    | Pla d'Urgell      |                      |                       | 41° 36′ 20″ N, 0° 52′ 48″ E / 41.6055°N,0.87998°E                       | bé cultural d'interès local                                             | Xemeneia Jan Bru (Miralcamp)                                                          | Modifica les dades a Wikidata |
|        | Xemeneia Badia de secció circular                                                       | xemeneia de fàbrica                             | Ripoll                       | Ripollès          | 692                  |                       | 42° 12′ 21″ N, 2° 11′ 44″ E / 42.205955°N,2.195572°E                    | bé cultural d'interès local                                             | Xemeneia Badia de secció circular                                                     | Modifica les dades a Wikidata |
|        | Xemeneia Badia de secció quadrada                                                       | xemeneia de fàbrica                             | Ripoll                       | Ripollès          | 688                  |                       | 42° 12′ 16″ N, 2° 11′ 41″ E / 42.204351°N,2.194828°E                    | bé cultural d'interès local                                             | Xemeneia Badia de secció quadrada                                                     | Modifica les dades a Wikidata |
|        | xemeneia de l'antiga Fàbrica Jové                                                       | xemeneia de fàbrica                             | Artesa de Lleida             | Segrià            |                      |                       | 41° 33′ 04″ N, 0° 42′ 08″ E / 41.551075°N,0.702218°E                    | bé cultural d'interès local                                             |                                                                                       | Modifica les dades a Wikidata |
|        | Fumera de l'antic Molí d'Oli                                                            | xemeneia de fàbrica                             | Montoliu de Lleida           | Segrià            |                      |                       | 41° 33′ 52″ N, 0° 35′ 14″ E / 41.5645°N,0.58712°E                       | bé integrant del patrimoni cultural català                              |                                                                                       | Modifica les dades a Wikidata |
|        | Xemeneia de la Plemen                                                                   | xemeneia de fàbrica                             | Riells i Viabrea             | Selva             |                      |                       |                                                                         | bé cultural d'interès local                                             |                                                                                       | Modifica les dades a Wikidata |
|        | Xemeneia                                                                                | xemeneia de fàbrica                             | Santa Coloma de Farners      | Selva             |                      | enderrocat o destruït | 41° 51′ 13″ N, 2° 40′ 43″ E / 41.85353°N,2.67872°E                      | bé integrant del patrimoni cultural català                              |                                                                                       | Modifica les dades a Wikidata |
|        | Xemeneia                                                                                | xemeneia de fàbrica                             | Tarragona                    | Tarragonès        |                      |                       | 41° 06′ 42″ N, 1° 14′ 24″ E / 41.111781°N,1.239863°E                    | bé cultural d'interès local                                             | Xemeneia de la Plaça General Batet                                                    | Modifica les dades a Wikidata |
|        | Xemeneia                                                                                | xemeneia de fàbrica                             | Castellar del Vallès         | Vallès Occidental |                      |                       |                                                                         | bé integrant del patrimoni cultural català                              |                                                                                       | Modifica les dades a Wikidata |
|        | xemeneia al carrer Trias de Bes                                                         | xemeneia de fàbrica                             | Castellar del Vallès         | Vallès Occidental | 303                  |                       | 41° 36′ 40″ N, 2° 04′ 53″ E / 41.611206°N,2.081479°E                    | bé integrant del patrimoni cultural català                              | Xemeneia al carrer Trias de Bes                                                       | Modifica les dades a Wikidata |
|        | xemeneia de Can Barba                                                                   | xemeneia de fàbrica                             | Castellar del Vallès         | Vallès Occidental | 305                  |                       | 41° 36′ 47″ N, 2° 04′ 51″ E / 41.612925°N,2.080876°E                    | bé cultural d'interès local                                             | Xemeneia de Can Barba                                                                 | Modifica les dades a Wikidata |
|        | xemeneia 1 de la bòbila del coll de Montcada                                            | xemeneia de fàbrica                             | Montcada i Reixac            | Vallès Occidental |                      |                       | 41° 28′ 14″ N, 2° 10′ 08″ E / 41.47066411576107°N,2.1690219640731816°E  | bé amb protecció urbanística                                            | Xemeneia 1 de la bòbila del coll de Montcada                                          | Modifica les dades a Wikidata |
|        | xemeneia 2 de la bòbila del coll de Montcada                                            | xemeneia de fàbrica                             | Montcada i Reixac            | Vallès Occidental |                      |                       | 41° 28′ 11″ N, 2° 10′ 07″ E / 41.469751675799934°N,2.1686249971389775°E | bé amb protecció urbanística                                            | Xemeneia 2 de la bòbila del coll de Montcada                                          | Modifica les dades a Wikidata |
|        | xemeneia 3 de la bòbila del coll de Montcada                                            | xemeneia de fàbrica                             | Montcada i Reixac            | Vallès Occidental |                      |                       | 41° 28′ 18″ N, 2° 09′ 58″ E / 41.471701°N,2.166166°E                    | bé integrant del patrimoni cultural català bé amb protecció urbanística | Xemeneia Can Cuiàs                                                                    | Modifica les dades a Wikidata |
|        | xemeneia de la bòbila de la Vallençana                                                  | xemeneia de fàbrica                             | Montcada i Reixac            | Vallès Occidental |                      |                       | 41° 28′ 47″ N, 2° 11′ 35″ E / 41.47974360040877°N,2.193102836608887°E   | bé amb protecció urbanística                                            | Xemeneia de la bòbila de la Vallençana                                                | Modifica les dades a Wikidata |
|        | xemeneia de la casa de les Aigües                                                       | xemeneia de fàbrica                             | Montcada i Reixac            | Vallès Occidental |                      |                       | 41° 28′ 20″ N, 2° 11′ 12″ E / 41.47232014138642°N,2.1867030858993535°E  |                                                                         | Xemeneia de la casa de les Aigües                                                     | Modifica les dades a Wikidata |
|        | bòbila de Can Duran                                                                     | xemeneia de fàbrica                             | Palau-solità i Plegamans     | Vallès Occidental | 136                  |                       | 41° 35′ 12″ N, 2° 09′ 45″ E / 41.586787°N,2.162515°E                    | bé integrant del patrimoni cultural català                              | Xemeneia de la bòbila de Can Duran                                                    | Modifica les dades a Wikidata |
|        | xemeneia Can Rocamora                                                                   | xemeneia de fàbrica                             | Ripollet                     | Vallès Occidental |                      |                       | 41° 30′ 26″ N, 2° 11′ 06″ E / 41.507146°N,2.185006°E                    | bé integrant del patrimoni cultural català                              |                                                                                       | Modifica les dades a Wikidata |
|        | xemeneia de Cal Grau                                                                    | xemeneia de fàbrica                             | Sabadell                     | Vallès Occidental |                      |                       | 41° 32′ 44″ N, 2° 07′ 32″ E / 41.5455527778°N,2.12553055556°E           | bé cultural d'interès local                                             | Xemeneia de Cal Grau                                                                  | Modifica les dades a Wikidata |
|        | xemeneia de Cal Vinardell                                                               | xemeneia de fàbrica                             | Sabadell                     | Vallès Occidental | 191                  |                       | 41° 32′ 07″ N, 2° 06′ 36″ E / 41.535392°N,2.109883°E                    | bé integrant del patrimoni cultural català                              | Xemeneia Vinardell                                                                    | Modifica les dades a Wikidata |
|        | xemeneia de Garriga Germans                                                             | xemeneia de fàbrica                             | Sabadell                     | Vallès Occidental | 176                  |                       | 41° 32′ 33″ N, 2° 06′ 56″ E / 41.542381°N,2.115667°E                    | bé integrant del patrimoni cultural català                              | Xemeneia de Garriga Germans                                                           | Modifica les dades a Wikidata |
|        | xemeneia de la bòbila dels Baranera                                                     | xemeneia de fàbrica                             | Sabadell                     | Vallès Occidental |                      |                       | 41° 31′ 20″ N, 2° 06′ 47″ E / 41.5223°N,2.113179°E                      | bé integrant del patrimoni cultural català                              | Xemeneia de la bòbila dels Baranera                                                   | Modifica les dades a Wikidata |
|        | xemeneia de la bòbila Palazon                                                           | xemeneia de fàbrica                             | Sabadell                     | Vallès Occidental |                      | enderrocat o destruït | 41° 33′ 04″ N, 2° 05′ 48″ E / 41.551075°N,2.0966194444444°E             | bé integrant del patrimoni cultural català                              | Xemeneia de la bòbila Palazon                                                         | Modifica les dades a Wikidata |
|        | xemeneia de la Fàbrica Llagostera i Sampere                                             | xemeneia de fàbrica                             | Sabadell                     | Vallès Occidental |                      |                       | 41° 32′ 46″ N, 2° 05′ 51″ E / 41.546217°N,2.097594°E                    | bé integrant del patrimoni cultural català                              | Xemeneia de Llagostera i Sampere                                                      | Modifica les dades a Wikidata |
|        | xemeneia de la Llanera                                                                  | xemeneia de fàbrica                             | Sabadell                     | Vallès Occidental |                      |                       | 41° 34′ 21″ N, 2° 05′ 49″ E / 41.5725°N,2.0969444444444°E               | bé integrant del patrimoni cultural català                              | Xemeneia de la Llanera                                                                | Modifica les dades a Wikidata |
|        | xemeneia del Molí de l'Oriac                                                            | xemeneia de fàbrica                             | Sabadell                     | Vallès Occidental |                      |                       | 41° 34′ 23″ N, 2° 05′ 45″ E / 41.57297°N,2.095901°E                     | bé integrant del patrimoni cultural català                              | Xemeneia del Molí de l'Oriac                                                          | Modifica les dades a Wikidata |
|        | xemeneia del Vapor de Cal Molins                                                        | xemeneia de fàbrica                             | Sabadell                     | Vallès Occidental |                      |                       | 41° 32′ 59″ N, 2° 06′ 49″ E / 41.54973°N,2.11348°E                      | bé integrant del patrimoni cultural català                              | Xemeneia Molins                                                                       | Modifica les dades a Wikidata |
|        | xemeneia del Vapor Escapçat                                                             | xemeneia de fàbrica                             | Sabadell                     | Vallès Occidental | 205                  |                       | 41° 32′ 04″ N, 2° 06′ 56″ E / 41.534375°N,2.115653°E                    | bé integrant del patrimoni cultural català                              | Xemeneia Escapçat                                                                     | Modifica les dades a Wikidata |
|        | xemeneia del Vapor Gorina                                                               | xemeneia de fàbrica                             | Sabadell                     | Vallès Occidental | 175                  |                       | 41° 32′ 25″ N, 2° 06′ 48″ E / 41.5403°N,2.113281°E                      | bé integrant del patrimoni cultural català                              | Xemeneia del Vapor Gorina                                                             | Modifica les dades a Wikidata |
|        | Xemeneia Fàbrica Montllor                                                               | xemeneia de fàbrica                             | Sabadell                     | Vallès Occidental |                      |                       | 41° 32′ 44″ N, 2° 06′ 56″ E / 41.545567°N,2.115655°E                    | bé cultural d'interès local                                             | Xemeneia de la fàbrica Montllor                                                       | Modifica les dades a Wikidata |
|        | xemeneia Vapor Bonaventura Brutau                                                       | xemeneia de fàbrica                             | Sabadell                     | Vallès Occidental | 176                  |                       | 41° 32′ 31″ N, 2° 06′ 46″ E / 41.541961°N,2.112908°E                    | bé integrant del patrimoni cultural català                              | Xemeneia del Vapor d'en Palà                                                          | Modifica les dades a Wikidata |
|        | xemeneia Vapor de la O                                                                  | xemeneia de fàbrica                             | Sabadell                     | Vallès Occidental | 208                  |                       | 41° 32′ 25″ N, 2° 06′ 20″ E / 41.540167°N,2.105667°E                    | bé integrant del patrimoni cultural català                              | Xemeneia d'Indústries Auxiliars Casablancas                                           | Modifica les dades a Wikidata |
|        | xemeneia Vapor Estuch                                                                   | xemeneia de fàbrica                             | Sabadell                     | Vallès Occidental | 193                  |                       | 41° 33′ 12″ N, 2° 05′ 57″ E / 41.553356°N,2.099236°E                    | bé integrant del patrimoni cultural català                              | Xemeneia Vapor Estruch                                                                | Modifica les dades a Wikidata |
|        | Xemeneia Vapor Gran                                                                     | xemeneia de fàbrica                             | Sabadell                     | Vallès Occidental |                      |                       | 41° 32′ 30″ N, 2° 06′ 27″ E / 41.541589°N,2.107395°E                    | bé integrant del patrimoni cultural català                              | Xemeneia del Vapor Gran del Cotó                                                      | Modifica les dades a Wikidata |
|        | Xemeneia Vapor Valentí Casas                                                            | xemeneia de fàbrica                             | Sabadell                     | Vallès Occidental |                      |                       | 41° 32′ 41″ N, 2° 06′ 28″ E / 41.544589°N,2.107772°E                    | bé integrant del patrimoni cultural català                              | Xemeneia de Fytisa                                                                    | Modifica les dades a Wikidata |
|        | xemeneia de la bòbila dels jesuïtes                                                     | xemeneia de fàbrica                             | Sant Cugat del Vallès        | Vallès Occidental |                      |                       | 41° 28′ 15″ N, 2° 05′ 31″ E / 41.470739°N,2.0920503°E                   |                                                                         |                                                                                       | Modifica les dades a Wikidata |
|        | xemeneia d'Hilados y Tintes Soler                                                       | xemeneia de fàbrica                             | Terrassa                     | Vallès Occidental | 304                  |                       | 41° 33′ 42″ N, 2° 00′ 57″ E / 41.561701°N,2.015916°E                    | bé cultural d'interès local                                             | Xemeneia d'Hilados y Tintes Soler                                                     | Modifica les dades a Wikidata |
|        | xemeneia de Filatures Matarí                                                            | xemeneia de fàbrica                             | Terrassa                     | Vallès Occidental | 325                  |                       | 41° 33′ 57″ N, 2° 00′ 08″ E / 41.565827°N,2.00213°E                     | bé cultural d'interès local                                             | Xemeneia de Filatures Matarí                                                          | Modifica les dades a Wikidata |
|        | xemeneia de Filcolor                                                                    | xemeneia de fàbrica                             | Terrassa                     | Vallès Occidental | 265                  |                       | 41° 33′ 30″ N, 2° 00′ 59″ E / 41.558257°N,2.01632°E                     | bé cultural d'interès local                                             | Xemeneia de Filcolor                                                                  | Modifica les dades a Wikidata |
|        | xemeneia de l'antiga Quadra Busquets                                                    | xemeneia de fàbrica                             | Terrassa                     | Vallès Occidental | 298                  |                       | 41° 33′ 44″ N, 2° 00′ 31″ E / 41.56228°N,2.008568°E                     | bé cultural d'interès local                                             | Xemeneia de l'antiga Quadra Busquets                                                  | Modifica les dades a Wikidata |
|        | xemeneia de l'Auxiliar Estambrera                                                       | xemeneia de fàbrica                             | Terrassa                     | Vallès Occidental | 304                  |                       | 41° 33′ 08″ N, 2° 01′ 29″ E / 41.552313°N,2.024659°E                    | bé cultural d'interès local                                             | Xemeneia de l'Auxiliar Estambrera                                                     | Modifica les dades a Wikidata |
|        | xemeneia de la bòbila Almirall                                                          | xemeneia de fàbrica                             | Terrassa                     | Vallès Occidental |                      |                       | 41° 33′ 28″ N, 1° 59′ 58″ E / 41.5577°N,1.99952°E                       | bé cultural d'interès local                                             | Xemeneia de la bòbila Almirall                                                        | Modifica les dades a Wikidata |
|        | xemeneia de la bòbila Almirall II                                                       | xemeneia de fàbrica                             | Terrassa                     | Vallès Occidental | 308                  |                       | 41° 33′ 17″ N, 1° 59′ 51″ E / 41.554776°N,1.997615°E                    |                                                                         | Xemeneia de la bòbila Almirall II                                                     | Modifica les dades a Wikidata |
|        | xemeneia de la Fàbrica Abad Ribera                                                      | xemeneia de fàbrica                             | Terrassa                     | Vallès Occidental | 292                  |                       | 41° 33′ 22″ N, 2° 00′ 22″ E / 41.556111°N,2.006244°E                    | bé cultural d'interès local                                             | Xemeneia de la Fàbrica Abad Ribera                                                    | Modifica les dades a Wikidata |
|        | xemeneia de la Fàbrica Guardiola                                                        | xemeneia de fàbrica                             | Terrassa                     | Vallès Occidental | 325                  |                       | 41° 33′ 54″ N, 2° 01′ 03″ E / 41.565129°N,2.017563°E                    | bé cultural d'interès local                                             | Xemeneia de la Fàbrica Guardiola                                                      | Modifica les dades a Wikidata |
|        | xemeneia de la Manufactura Auxiliar I                                                   | xemeneia de fàbrica                             | Terrassa                     | Vallès Occidental | 299                  |                       | 41° 33′ 18″ N, 2° 00′ 51″ E / 41.554985°N,2.014277°E                    | bé cultural d'interès local                                             | Xemeneia de la Manufactura Auxiliar I                                                 | Modifica les dades a Wikidata |
|        | xemeneia de la Manufactura Auxiliar II                                                  | xemeneia de fàbrica                             | Terrassa                     | Vallès Occidental | 286                  |                       | 41° 33′ 22″ N, 2° 00′ 55″ E / 41.556075°N,2.015385°E                    | bé cultural d'interès local                                             | Xemeneia de la Manufactura Auxiliar II                                                | Modifica les dades a Wikidata |
|        | xemeneia de la SAPHIL                                                                   | xemeneia de fàbrica                             | Terrassa                     | Vallès Occidental | 287                  |                       | 41° 33′ 55″ N, 2° 00′ 22″ E / 41.565239°N,2.006137°E                    | bé cultural d'interès local                                             | Xemeneia de la SAPHIL                                                                 | Modifica les dades a Wikidata |
|        | xemeneia de la Terrassa Industrial                                                      | xemeneia de fàbrica                             | Terrassa                     | Vallès Occidental | 309                  |                       | 41° 33′ 25″ N, 2° 00′ 58″ E / 41.557077°N,2.016042°E                    | bé cultural d'interès local                                             | Xemeneia de la Terrassa Industrial                                                    | Modifica les dades a Wikidata |
|        | xemeneia de la Tintoreria Llanera                                                       | xemeneia de fàbrica                             | Terrassa                     | Vallès Occidental | 306                  |                       | 41° 34′ 07″ N, 2° 00′ 43″ E / 41.568494°N,2.011973°E                    | bé cultural d'interès local                                             | Xemeneia de la Tintoreria Llanera                                                     | Modifica les dades a Wikidata |
|        | xemeneia de la TIPSA                                                                    | xemeneia de fàbrica                             | Terrassa                     | Vallès Occidental | 269                  |                       | 41° 33′ 04″ N, 2° 00′ 55″ E / 41.551019°N,2.015369°E                    | bé cultural d'interès local                                             | Xemeneia de la TIPSA                                                                  | Modifica les dades a Wikidata |
|        | xemeneia de Tintes del Vallès                                                           | xemeneia de fàbrica                             | Terrassa                     | Vallès Occidental | 276                  |                       | 41° 33′ 13″ N, 2° 00′ 21″ E / 41.553727°N,2.005716°E                    | bé cultural d'interès local                                             | Xemeneia de Tintes del Vallès                                                         | Modifica les dades a Wikidata |
|        | xemeneia de Tintes Gorina i Grau                                                        | xemeneia de fàbrica                             | Terrassa                     | Vallès Occidental |                      |                       | 41° 33′ 36″ N, 2° 00′ 57″ E / 41.560101°N,2.015769°E                    | bé cultural d'interès local                                             |                                                                                       | Modifica les dades a Wikidata |
|        | xemeneia de Tintes Olivé                                                                | xemeneia de fàbrica                             | Terrassa                     | Vallès Occidental | 304                  |                       | 41° 34′ 01″ N, 2° 00′ 50″ E / 41.567061°N,2.013824°E                    | bé cultural d'interès local                                             | Xemeneia de Tintes Olivé                                                              | Modifica les dades a Wikidata |
|        | xemeneia del Vapor Amat                                                                 | xemeneia de fàbrica                             | Terrassa                     | Vallès Occidental |                      |                       | 41° 33′ 51″ N, 2° 00′ 37″ E / 41.564051°N,2.010249°E                    | bé cultural d'interès local                                             | Xemeneia de ca l'Izard                                                                | Modifica les dades a Wikidata |
|        | xemeneia del Vapor Aymerich, Amat i Jover                                               | xemeneia de fàbrica                             | Terrassa                     | Vallès Occidental | 383                  |                       | 41° 33′ 54″ N, 2° 00′ 28″ E / 41.564886°N,2.007843°E                    | bé cultural d'interès local                                             | Xemeneia del Vapor Aymerich, Amat i Jover                                             | Modifica les dades a Wikidata |
|        | xemeneia del Vapor Galí                                                                 | xemeneia de fàbrica                             | Terrassa                     | Vallès Occidental | 332                  |                       | 41° 34′ 12″ N, 2° 00′ 38″ E / 41.569873°N,2.010675°E                    | bé cultural d'interès local                                             | Xemeneia del Vapor Galí                                                               | Modifica les dades a Wikidata |
|        | xemeneia del Vapor Sala i Badrinas                                                      | xemeneia de fàbrica                             | Terrassa                     | Vallès Occidental |                      |                       | 41° 33′ 22″ N, 2° 00′ 58″ E / 41.556067°N,2.016194°E                    | bé cultural d'interès local                                             | Xemeneia del Vapor Sala i Badrinas                                                    | Modifica les dades a Wikidata |
|        | xemeneia Oliu                                                                           | xemeneia de fàbrica                             | Terrassa                     | Vallès Occidental | 312                  |                       | 41° 34′ 01″ N, 2° 00′ 27″ E / 41.567041°N,2.007464°E                    | bé cultural d'interès local                                             | Xemeneia Oliu                                                                         | Modifica les dades a Wikidata |
|        | xemeneia Pont, Aurell i Armengol                                                        | xemeneia de fàbrica                             | Terrassa                     | Vallès Occidental | 294                  |                       | 41° 33′ 30″ N, 2° 00′ 52″ E / 41.558273°N,2.014564°E                    | bé cultural d'interès local                                             | Xemeneia Pont, Aurell i Armengol                                                      | Modifica les dades a Wikidata |
|        | xemeneia Roca i Pous                                                                    | xemeneia de fàbrica                             | Terrassa                     | Vallès Occidental | 287                  |                       | 41° 33′ 33″ N, 2° 00′ 51″ E / 41.559107°N,2.014233°E                    | bé cultural d'interès local                                             | Xemeneia Roca i Pous                                                                  | Modifica les dades a Wikidata |
|        | xemeneia de la Llana                                                                    | xemeneia de fàbrica                             | Caldes de Montbui            | Vallès Oriental   | 246                  |                       | 41° 37′ 55″ N, 2° 10′ 22″ E / 41.631905555556°N,2.1726638888889°E       | bé integrant del patrimoni cultural català                              | Xemeneia de la Llana                                                                  | Modifica les dades a Wikidata |
|        | xemeneia de la fàbrica Isidre Comas                                                     | xemeneia de fàbrica                             | Granollers                   | Vallès Oriental   |                      |                       | 41° 36′ 22″ N, 2° 17′ 07″ E / 41.606168283464°N,2.2853600978851°E       |                                                                         | Fàbrica Isidre Comas                                                                  | Modifica les dades a Wikidata |
|        | xemeneia de la fàbrica Roca Umbert                                                      | xemeneia de fàbrica                             | Granollers                   | Vallès Oriental   |                      |                       | 41° 36′ 08″ N, 2° 17′ 05″ E / 41.6023°N,2.28481°E                       |                                                                         |                                                                                       | Modifica les dades a Wikidata |
|        | xemeneia de la Serradora Gibert                                                         | xemeneia de fàbrica                             | Granollers                   | Vallès Oriental   |                      |                       | 41° 36′ 33″ N, 2° 17′ 34″ E / 41.60903°N,2.2927°E                       |                                                                         |                                                                                       | Modifica les dades a Wikidata |
|        | xemeneia de les fàbriques de la Font                                                    | xemeneia de fàbrica                             | Granollers                   | Vallès Oriental   |                      |                       | 41° 36′ 48″ N, 2° 17′ 20″ E / 41.61345°N,2.28895°E                      |                                                                         |                                                                                       | Modifica les dades a Wikidata |
|        | Xemeneies de la Fàbrica Torras                                                          | xemeneia de fàbrica                             | Granollers                   | Vallès Oriental   |                      |                       | 41° 36′ 23″ N, 2° 17′ 31″ E / 41.606291123839°N,2.2918429970741°E       | bé amb protecció urbanística                                            |                                                                                       | Modifica les dades a Wikidata |
|        | xemeneia de Can Calvet                                                                  | xemeneia de fàbrica edifici industrial          | la Llagosta                  | Vallès Oriental   |                      |                       | 41° 30′ 57″ N, 2° 11′ 48″ E / 41.5158576965332°N,2.1967790126800537°E   |                                                                         |                                                                                       | Modifica les dades a Wikidata |
|        | xemeneia de la Linera                                                                   | xemeneia de fàbrica                             | Parets del Vallès            | Vallès Oriental   |                      |                       | 41° 34′ 33″ N, 2° 13′ 57″ E / 41.575803°N,2.232607°E                    | bé cultural d'interès local                                             | Xemeneia de la Linera (Parets del Vallès)                                             | Modifica les dades a Wikidata |
|        | xemeneies de Can Pàmies                                                                 | xemeneia de fàbrica                             | Sant Celoni                  | Vallès Oriental   |                      |                       | 41° 41′ 08″ N, 2° 29′ 40″ E / 41.685556562118755°N,2.4944919347763066°E |                                                                         | Xemeneies de Can Pàmies                                                               | Modifica les dades a Wikidata |